# Michael Fessier
Michael Fessier (Angels Camp, 6 de novembre de 1905 - Northridge, 19 de setembre de 1988) va ser un guionista i productor de cinema estatunidenc. Va treballar per a estudis de Hollywood com MGM i Universal Pictures. Més tard en la seva carrera va treballar a la televisió. També va escriure contes i novel·les, dues de les quals van ser adaptades per a la pantalla. Estava casat amb l'actriu Lilian Bond.

## Filmografia seleccionada
- Society Doctor (1935)
- Exclusive Story (1936)
- Women Are Trouble (1936)
- All American Chump (1936)
- Speed (1936)
- Song of the City (1937)
- The Women Men Marry (1937)
- Valley of the Giants (1938)
- The Angels Wash Their Faces (1939)
- Wings of the Navy (1939)
- Espionage Agent (1939)
- He Stayed for Breakfast (1940)
- It All Came True (1940)
- Knockout (1941)
- You'll Never Get Rich (1941)
- Ballant neix l'amor (You Were Never Lovelier) (1942)
- Fired Wife (1943)
- Her Primitive Man (1944)
- The Merry Monahans (1944)
- San Diego, I Love You (1944)
- Greenwich Village (1944)
- Frontier Gal (1945)
- That's the Spirit (1945)
- That Night with You (1945)
- Lover Come Back (1946)
- Slave Girl (1947)
- Red Garters (1954)
- The Boy from Oklahoma (1954)